# Tellus (gudinna)

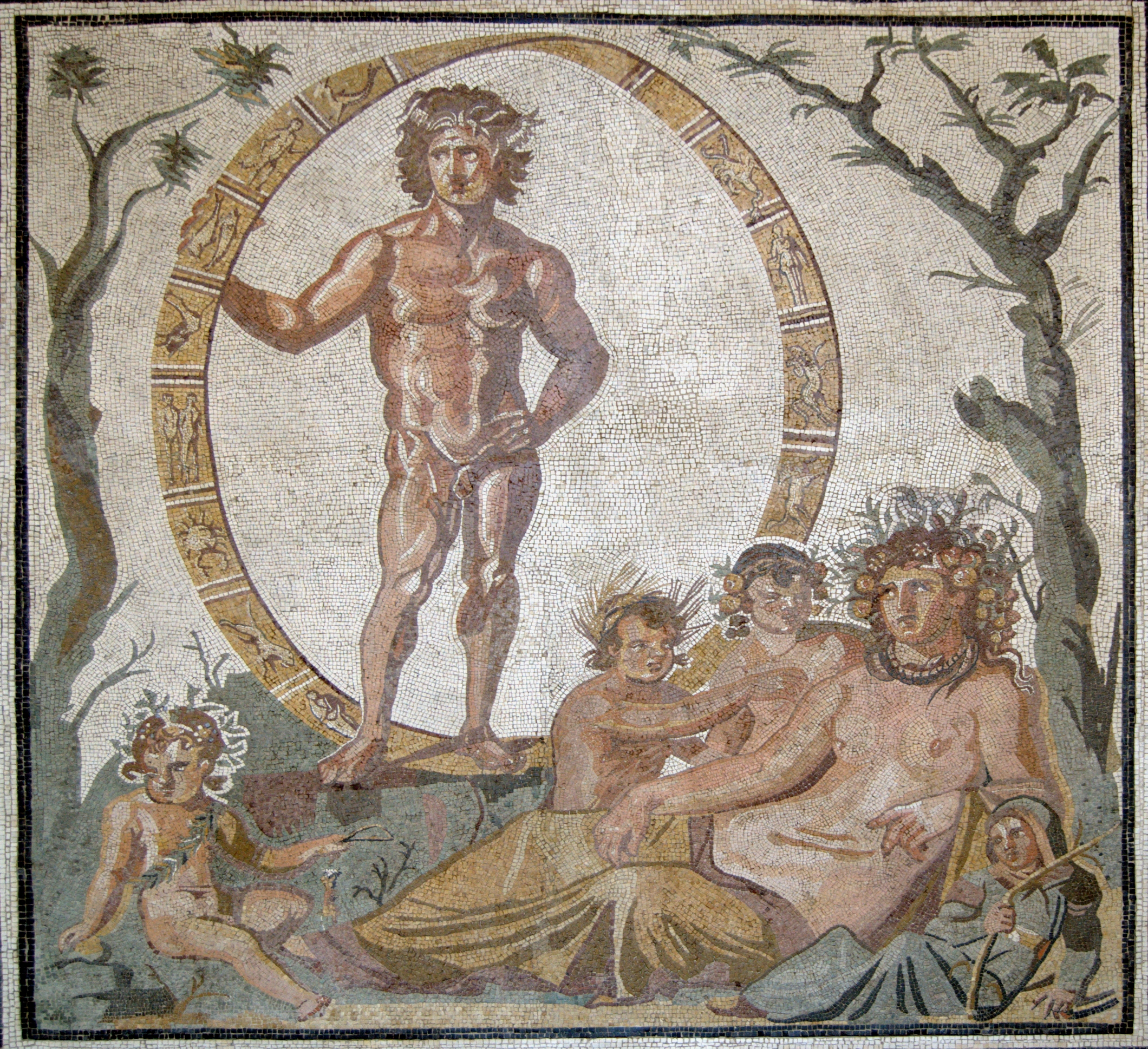
Eon och Tellus med fyra barn, som förkroppsligar de fyra årstiderna. Mosaik från en romersk villa i Sentinum, 200-250 e. Kr., Münchens glyptotek (Inv. W504).

Tellus eller Terra var en gudinna inom romersk mytologi. Hon brukade även kallas för Tellus Mater eller Terra Mater, som båda betyder Moder Jord på latin, romarnas språk. Tellus/Terra likställs med grekernas Gaia. Denna gudomlighet som var född av Chaos gav i sin tur upphov till Tartarus, underjorden, till Uranus, himlen och till Pontos, havet.
Ursprungligen betecknade Tellus/Terra såningsfältet, sedan jorden i motsats till himmelen eller jorden såsom alstrande och närande. Som jordens gudinna anropades Tellus/Terra tillsammans med manerna. 
Hennes fest firades den 15 april och var känd som Fordicidia. Hon blev också firad den 24 till den 26 januari tillsammans med gudinnan Ceres, växtlighetens gudinna.
Ett tempel, Aedes Telluris, byggdes i området Carinae i Rom år 268 f.Kr. Aedes Telluris betyder "Tellus byggnad".

## Moder Jord
Det latinska namnet för planeten Jorden är taget efter gudinnan Tellus. Mindre ofta har också hennes namn Terra använts.

## Ord
Terra och tellus är även latinska ord där terra betyder "jord" och "land" och tellus, "jord". Ett annat ord för "jord" är humus.

### Internet
Den här artikeln är helt eller delvis baserad på material från Nordisk familjebok, Tellus, 1904–1926.